# Aelurillus laniger
Aelurillus laniger es una especie de araña araneomorfa del género Aelurillus, tribu Aelurillini, familia Salticidae. La especie fue descrita científicamente por Logunov & Marusik en 2000.
El macho posee patas de color amarillo-marrón y la hembra de color marrón amarillento con variedad de manchas marrones y negras. La especie se distribuye por Macedonia del Norte y Kazajistán.